# غراسا فونسيكا
غراسا فونسيكا (بالبرتغالية: Graça Fonseca‏) (ولد في 13 أغسطس 1971) سياسية برتغالية تولت منصب وزير الثقافة في حكومة رئيس الوزراء أنطونيو كوستا منذ 15 أكتوبر 2018.